# Croix de cimetière de Saint-Forget
La croix de cimetière à Saint-Forget, une commune du département des Yvelines dans la région Île-de-France en France, est une croix de cimetière datant du XVe siècle. Elle a été inscrite monument historique le 22 mars 1966.
La croix présente quatre faces sculptées.